# 大津市立坂本小学校
大津市立坂本小学校（おおつしりつ さかもとしょうがっこう）は、滋賀県大津市坂本三丁目にある公立小学校。

## 沿革
- 1872年（明治5年） - 至明学校が開校。
- 1873年（明治6年） - 篤明学校が開校。
- 1876年（明治9年） - 穴穂学校が開校。
- 1886年（明治19年） - 3校が統合し坂本小学校となる。
- 1891年（明治24年） - 坂本尋常小学校と改称。
- 1896年（明治29年） - 坂本尋常高等小学校と改称。
- 1941年（昭和16年）4月1日 - 阪本村立阪本国民学校と改称。
- 1947年（昭和22年）4月1日 - 阪本村立阪本小学校と改称。
- 1951年（昭和26年）3月1日 - 阪本村が大津市と合併し、大津市立坂本小学校となる。
- 2024年（令和6年）3月1日 - 創立150周年記念行事を挙行[1]。行事の最後に大谷グローブのお披露目会を開催[1]。

## 校歌
- 豊原一雄作詞／森信作曲

## 通学区域
- 坂本一丁目、坂本二丁目、坂本三丁目、坂本四丁目、坂本五丁目、坂本六丁目、坂本七丁目、坂本八丁目、坂本本町[2]。

※卒業後は基本的に大津市立日吉中学校に進学する。

## 著名な卒業生
- 髙橋ひかる（女優、ファッションモデル）